# Ramil Guliyev
Ramil Guliyev (pierwotnie Ramil Eldar oğlu Quliyev, ur. 29 maja 1990 w Baku w ówczenym ZSRR) – turecki lekkoatleta, sprinter, do 2011 roku reprezentujący Azerbejdżan.

## Życiorys
W 2008 Quliyev reprezentował Azerbejdżan na igrzyskach olimpijskich w Pekinie, gdzie odpadł w ćwierćfinałach biegu na 200 metrów, ostatecznie sklasyfikowano go na 24. pozycji. Azer zajął 7. miejsce w finale biegu na 200 metrów podczas mistrzostw świata w 2009 w Berlinie i tym samym został najszybszym białym sprinterem na tym dystansie podczas czempionatu. W czasie III ligi drużynowych mistrzostw Europy reprezentacyjna sztafeta 4 × 100 metrów z udziałem Quliyeva ustanowiła aktualny rekord Azerbejdżanu – 39,78.
Guliyev zamierzał startować w barwach Turcji, której obywatelstwo przyjął w kwietniu 2011. Z powodu karencji związanej ze zmianą reprezentowanych barw narodowych (do 4 kwietnia 2013) Quliyev nie wziął udziału w mistrzostwach świata 2011 oraz igrzyskach olimpijskich w 2012. Już jako turecki lekkoatleta, zdobył w czerwcu 2013 dwa srebrne medale igrzysk śródziemnomorskich. Zajął 6. miejsce w biegu na 200 metrów na mistrzostwach Europy w 2014 w Zurychu. W 2015 zajął 6. miejsce w biegu na 200 metrów podczas mistrzostw świata w Pekinie, zaś rok później na mistrzostwach Europy w Amsterdamie zdobył srebrny medal na tym dystansie. Zajął 8. miejsce w biegu na 200 metrów na igrzyskach olimpijskich w 2016 w Rio de Janeiro. W 2017 zdobył złoto mistrzostw świata w Londynie na dystansie 200 metrów.
Zdobył dwa medale na igrzyskach śródziemnomorskich w 2018 w Tarragonie: złoty w biegu na 200 metrów i srebrny w sztafecie 4 × 100 metrów. Takie same medale wywalczył na mistrzostwach Europy w 2018 w Berlinie. Zajął 5. miejsce w biegu na 200 metrów na mistrzostwach świata w 2019 w Dosze, a na igrzyskach olimpijskich w 2020 w Tokio odpadł w półfinale tej konkurencji. Zdobył trzy medale na igrzyskach śródziemnomorskich w 2022 w Oranie: złoty w biegu na 200 metrów oraz srebrne w biegu na 100 metrów i w sztafecie 4 × 100 metrów.
Jego żoną jest Jekatierina Poistogowa, biegaczka średniodystansowa, wicemistrzyni olimpijska w biegu na 800 metrów z 2012 w barwach Rosji, obecnie nosząca nazwisko Ekaterina Guliyev.

## Osiągnięcia
| Rok                        | Impreza                                  | Miejsce        | Lokata      | Konkurencja        | Wynik    |
| -------------------------- | ---------------------------------------- | -------------- | ----------- | ------------------ | -------- |
| Reprezentacja: Azerbejdżan |                                          |                |             |                    |          |
| 2006                       | Mistrzostwa świata juniorów              | Pekin          | eliminacje  | bieg na 100 m      | 10,91    |
| 2007                       | Mistrzostw świata juniorów młodszych     | Ostrawa        | 2. miejsce  | bieg na 200 m      | 20,72    |
| 2007                       | Olimpijski festiwal młodzieży Europy     | Belgrad        | 1. miejsce  | bieg na 200 m      | 20,98    |
| 2007                       | Olimpijski festiwal młodzieży Europy     | Belgrad        | 1. miejsce  | bieg na 100 m      | 10,50w   |
| 2008                       | Halowe mistrzostwa świata                | Walencja       | eliminacje  | bieg na 60 m       | 6,84     |
| 2008                       | Mistrzostwa świata juniorów              | Bydgoszcz      | 5. miejsce  | bieg na 200 m      | 21,00    |
| 2008                       | Igrzyska olimpijskie                     | Pekin          | 24. miejsce | bieg na 200 m      | 20,66    |
| 2009                       | Halowe mistrzostwa Europy                | Turyn          | 7. miejsce  | bieg na 60 m       | 6,67     |
| 2009                       | III liga drużynowych mistrzostw Europy   | Sarajewo       | 1. miejsce  | bieg na 100 m      | 10,76    |
| 2009                       | III liga drużynowych mistrzostw Europy   | Sarajewo       | 1. miejsce  | bieg na 200 m      | 20,71    |
| 2009                       | III liga drużynowych mistrzostw Europy   | Sarajewo       | 1. miejsce  | sztafeta 4 × 100 m | 39,78 NR |
| 2009                       | Uniwersjada                              | Belgrad        | 1. miejsce  | bieg na 200 m      | 20,04    |
| 2009                       | Mistrzostwa Europy juniorów              | Nowy Sad       | 2. miejsce  | bieg na 100 m      | 10,16    |
| 2009                       | Mistrzostwa Europy juniorów              | Nowy Sad       | 1. miejsce  | bieg na 200 m      | 20,33 CR |
| 2009                       | Mistrzostwa świata                       | Berlin         | 7. miejsce  | bieg na 200 m      | 20,61    |
| Reprezentacja: Turcja      |                                          |                |             |                    |          |
| 2013                       | Igrzyska śródziemnomorskie               | Mersin         | 2. miejsce  | bieg na 100 m      | 10,23    |
| 2013                       | Igrzyska śródziemnomorskie               | Mersin         | 2. miejsce  | bieg na 200 m      | 20,46    |
| 2013                       | Uniwersjada                              | Kazań          | półfinał    | bieg na 200 m      | 20,84    |
| 2014                       | Superliga drużynowych mistrzostw Europy  | Brunszwik      | 3. miejsce  | bieg na 100 m      | 10,37    |
| 2014                       | Superliga drużynowych mistrzostw Europy  | Brunszwik      | 2. miejsce  | bieg na 200 m      | 20,57    |
| 2014                       | Superliga drużynowych mistrzostw Europy  | Brunszwik      | 11. miejsce | sztafeta 4 × 100 m | 40,25    |
| 2014                       | Mistrzostwa krajów bałkańskich           | Pitești        | 1. miejsce  | bieg na 100 m      | 10,24    |
| 2014                       | Mistrzostwa krajów bałkańskich           | Pitești        | 1. miejsce  | bieg na 200 m      | 21,04    |
| 2014                       | Mistrzostwa Europy                       | Zurych         | 6. miejsce  | bieg na 200 m      | 20,48    |
| 2014                       | Mistrzostwa Europy                       | Zurych         | eliminacje  | sztafeta 4 × 100 m | 39,83    |
| 2015                       | I liga drużynowych mistrzostw Europy     | Heraklion      | 2. miejsce  | bieg na 200 m      | 20,67    |
| 2015                       | Uniwersjada                              | Gwangju        | 3. miejsce  | bieg na 100 m      | 10,16    |
| 2015                       | Uniwersjada                              | Gwangju        | 3. miejsce  | bieg na 200 m      | 20,59    |
| 2015                       | Mistrzostwa świata                       | Pekin          | 6. miejsce  | bieg na 200 m      | 20,11    |
| 2016                       | Mistrzostwa Europy                       | Amsterdam      | 6. miejsce  | bieg na 100 m      | 10,23    |
| 2016                       | Mistrzostwa Europy                       | Amsterdam      | 2. miejsce  | bieg na 200 m      | 20,51    |
| 2016                       | Mistrzostwa Europy                       | Amsterdam      | eliminacje  | sztafeta 4 × 100 m | 39,58    |
| 2016                       | Igrzyska olimpijskie                     | Rio de Janeiro | 8. miejsce  | bieg na 200 m      | 20,43    |
| 2016                       | Igrzyska olimpijskie                     | Rio de Janeiro | eliminacje  | sztafeta 4 × 100 m | 38,30    |
| 2017                       | Igrzyska solidarności islamskiej         | Baku           | 1. miejsce  | bieg na 100 m      | 10,06    |
| 2017                       | Igrzyska solidarności islamskiej         | Baku           | 1. miejsce  | bieg na 200 m      | 20,08    |
| 2017                       | Igrzyska solidarności islamskiej         | Baku           | 2. miejsce  | sztafeta 4 × 100 m | 39,56    |
| 2017                       | Mistrzostwa świata                       | Londyn         | 1. miejsce  | bieg na 200 m      | 20,09    |
| 2017                       | Mistrzostwa świata                       | Londyn         | 7. miejsce  | sztafeta 4 × 100 m | 38,73    |
| 2018                       | Igrzyska śródziemnomorskie               | Tarragona      | 1. miejsce  | bieg na 200 m      | 20,15    |
| 2018                       | Igrzyska śródziemnomorskie               | Tarragona      | 2. miejsce  | sztafeta 4 × 100 m | 38,50    |
| 2018                       | Mistrzostwa Europy                       | Berlin         | 1. miejsce  | bieg na 200 m      | 19,76    |
| 2018                       | Mistrzostwa Europy                       | Berlin         | 2. miejsce  | sztafeta 4 × 100 m | 37,98    |
| 2018                       | Puchar interkontynentalny                | Ostrawa        | 2. miejsce  | bieg na 200 m      | 20,28    |
| 2018                       | Puchar interkontynentalny                | Ostrawa        | 2. miejsce  | sztafeta 4 × 100 m | 38,96    |
| 2019                       | Mistrzostwa świata                       | Doha           | 5. miejsce  | bieg na 200 m      | 20,07    |
| 2019                       | Mistrzostwa świata                       | Doha           | eliminacje  | sztafeta 4 × 100 m | DQ       |
| 2021                       | World Athletics Relays                   | Chorzów        | eliminacje  | sztafeta 4 × 100 m | 39,59    |
| 2021                       | Igrzyska olimpijskie                     | Tokio          | półfinał    | bieg na 200 m      | 20,31    |
| 2021                       | Igrzyska olimpijskie                     | Tokio          | eliminacje  | sztafeta 4 × 100 m | DQ       |
| 2022                       | Igrzyska śródziemnomorskie               | Oran           | 1. miejsce  | bieg na 200 m      | 20,21    |
| 2022                       | Igrzyska śródziemnomorskie               | Oran           | 2. miejsce  | bieg na 100 m      | 10,16    |
| 2022                       | Igrzyska śródziemnomorskie               | Oran           | 2. miejsce  | sztafeta 4 × 100 m | 38,98    |
| 2022                       | Igrzyska solidarności islamskiej         | Konya          | 1. miejsce  | sztafeta 4 × 100 m | 37,84    |
| 2022                       | Igrzyska solidarności islamskiej         | Konya          | 2. miejsce  | bieg na 200 m      | 20,24    |
| 2022                       | Mistrzostwa Europy                       | Monachium      | –           | bieg na 200 m      | DNF      |
| 2023                       | I dywizja drużynowych mistrzostw Europy  | Chorzów        | 7. miejsce  | sztafeta 4 × 100 m | 38,96    |
| 2023                       | Mistrzostwa świata                       | Budapeszt      | eliminacje  | bieg na 200 m      | 20,89    |
| 2024                       | Mistrzostwa Europy                       | Rzym           | półfinał    | bieg na 200 m      | 20,87    |
| 2025                       | II dywizja drużynowych mistrzostw Europy | Maribor        | 6. miejsce  | sztafeta 4 × 100 m | 39,38    |

## Rekordy życiowe
- bieg na 100 metrów – 9,97 (2017)
- bieg na 150 metrów – 15,38 (2020)
- bieg na 200 metrów (stadion) – 19,76 (2018) rekord mistrzostw Europy, rekord Turcji
- bieg na 60 metrów (hala) – 6,58 (2012) były rekord Turcji
- bieg na 200 metrów (hala) – 21,05 (2012); były rekord Turcji
- bieg na 300 metrów (hala) – 33,62 (2009); rekord Azerbejdżanu

Guliyev jest także byłym rekordzistą Turcji w biegu na 100 metrów (10,12 w 2015) oraz rekordzistą Azerbejdżanu na 200 metrów w hali (21,51 w 2009) oraz na stadionie (20,04 w 2009 – juniorski rekord Europy, w kategorii juniorów szybciej ten dystans przebiegł jedynie Usain Bolt).